# تحلیل ایزوژئومتریک
روش تحلیل ایزوژئومتریک یک روش جدید تحلیل عددی است که در سال ۲۰۰۵ میلادی برای اولین بار توسط هیوز و همکارانش در دانشگاه تگزاس معرفی شد.
این روش از ترکیب مفاهیم روش شناخته شده اجزای محدود و تکنیک‌های تولید هندسه مانند تکنیک NURBS به وجود آمده است.

## روش تحلیل ایزوژئومتریک - Isogeometric Analysis
روش تحلیل ایزوژئومتریک یک روش جدید تحلیل سازه‌ها است که در سال ۲۰۰۵ میلادی برای اولین بار توسط هیوز و همکارانش در دانشگاه تگزاس در قالب یک مقاله معرفی شد.
این روش از ترکیب مفاهیم روش شناخته شده اجزای محدود و تکنیک‌های تولید هندسه مانند تکنیک NURBS به وجود می‌اید. هم‌اکنون با وجود یک کتاب و بیش از یکصد مقاله زمینه مساعدی برای فعالیت محققان و آشنایی علاقه‌مندان به روش‌های مکانیک محاسباتی وجود دارد. با توجه به اینکه این روش از مزایای روش اجزای محدود و روش‌های تولید هندسه به صورت ترکیبی استفاده می‌کند لذا به عنوان یک جایگزین اصلی برای روش اجزای محدود مطرح شده‌است. به عنوان مثال نگارنده (ناصر ظریف مقدم) در رساله دکتری خود برای اولین بار با اثبات فرمولبندی و تهیه برنامه کامپیوتری اقدام به حل مسایل functionally graded material نموده‌است. در واقع در این روش شبه المانهایی معرفی شده‌اند که خصوصیات مصالح مانند مدول الاستیسیته و ضریب پواسون می‌توانند در سراسر المان مقدار ثابتی نداشته و به صورت یک تابع متغیر تعریف شوند. کاری که روش اجزای محدود به  راحتی  توانایی انجام ان را ندارد.  در واقع در روش اجزای محدود از تعداد زیادتری المان با مشخصات ثابت مکانیکی استفاده می‌شود. روش جدید با نام روش جامع ایزوژئومتریک Generalized Isogeometric Analysis یا به اختصار GIGA معرفی شده‌است. متن رساله در دانشگاه صنعتی شاهرود و به راهنمایی دکتر بهروز حسنی موجود است.
نگارش: ناصر ظریف مقدم، Nasser Zarif Moghaddam